# Wybory parlamentarne w Estonii w 1999 roku
Wybory parlamentarne w Estonii w 1999 roku zostały przeprowadzone 7 marca 1999. Estończycy wybrali 101 posłów do Zgromadzenia Państwowego (Riigikogu IX kadencji).
W wyborach zwyciężyła Estońska Partia Centrum, która jednak znalazła się w opozycji do nowo powołanego rządu Marta Laara. Frekwencja wyborcza wyniosła 57,4%.

## Wyniki wyborów
| Lista wyborcza                                | Głosy   | %    | Mandaty |
| --------------------------------------------- | ------- | ---- | ------- |
| Estońska Partia Centrum                       | 113 378 | 23,4 | 28      |
| Związek Ojczyźniany                           | 77 917  | 16,1 | 18      |
| Estońska Partia Reform                        | 77 088  | 15,9 | 18      |
| Umiarkowani                                   | 73 630  | 15,2 | 17      |
| Estońska Partia Koalicyjna                    | 36 692  | 7,6  | 7       |
| Estońska Wiejska Partia Ludowa                | 35 204  | 7,3  | 7       |
| Estońska Zjednoczona Partia Ludowa            | 29 682  | 6,1  | 6       |
| Partia Estońskich Chrześcijańskich Demokratów | 11 745  | 2,4  | 0       |
| Rosyjska Partia w Estonii                     | 9825    | 2,0  | 0       |
| Razem                                         | 492 356 | 100  | 101     |